# Ульріх Шнаус
Ульріх Шнаус (нім. Ulrich Schnauss, 1977, Кіль) — німецький музикант, композитор, продюсер. Він відомий своїм етерним (англ. ethereal) та емоційним стилем електронної музики, що зазнала впливу шугейзингу кінця 1980-х років, жанр цей часто окреслюють як індітроніка.

## Біографія
Ульріх Шнаус народився на півночі Німеччини, в місті Кіль в 1977 році. З юних років він мав любов до широкого спектра музики — від My Bloody Valentine й до Tangerine Dream, від Chapterhouse до ранніх бліпових та брейкбітових композицій. В нього не було нагоди побачити декого з його музичних кумирів у Кілі, тож невпинна тяга до великого міста зумовила переїзд до Берліна в 1996 році.
До того часу досягнення Ульріха в музиці вже стали багатими на цілу низку псевдонімів (особливо View to the Future і Ethereal 77), змінюючи напрямки в електроніці від ембієнту до драм-енд-бейсу. Ці ранні роботи швидко привернули увагу берлінського електронного лейбла CCO (від англ. City Centre Offices):
«Це вже стало звичною річчю, ці анонімні пакунки, які відсилалися нам із Берліна — один CD-R із написом, зробленим нашвидкуруч, при пильнішому ж розгляді це виявлялася звичайна помітка: «Ethereal 77». Ульріх створював музику роками, продюсуючи, їздячи з турами, складаючи докупи цей ВЕЛИКИЙ звук. І тим не менше, кожен із цих випусків на CD-R відкривав дещо більш особисте».
Скоро ці посилки до CCO переросли в перший альбом Ульріха — Far Away Trains Passing By, що був виданий під його власним іменем. Ця музика повільно просочувалась до свідомості людей, і згодом стала справжньою класикою електроніки. Слухачі були захоплені щедрим інструментуванням і емоціями елегантної, простої та гарної музики.
Кількість прихильників Шнауса невпинно зростала. У 2003 році вийшов новий альбом — A Strangely Isolated Place. Цей запис дійсно продемонстрував впливи інді-музики на Ульріха в юнацькому віці. Дебютний альбом під власним іменем дав початок становленню його як видатного композитора електронної музики, і йому вдалося гідно продовжити цей розвиток написанням пісень для електронної музики, будучи прихильником таких гігантів світу інді, як Кевін Шілдз із My Bloody Valentine та Робін Ґатрі з Cocteau Twins. З його скромних замислів виходить запис напрочуд рідкісної емоційної сили.
A Strangely Isolated Place став одним із тих виняткових, рідкісних випадків: дійсно маловідома музика поволі набирає значної ваги завдяки своїй непересічній властивості давати слухачам щось більше, ніж звичайні експерименти із синтезатором.
«Коли ви вже працювали із комп’ютерами і клавішними довгі роки, вони стають уже не такими чаруючими самі по собі. Я увійшов у довіру людей після того, як вони почали відкривати для себе «Far Away Trains Passing By», і відтоді це насправді не змінилось. Цього разу я вирішив не йти на компроміс між тим, що я хотів зробити, й тим, чого, на мою думку, можуть хотіти від мене люди».
І як результат — непересічний ретро-футуристичний запис, що завдячує більше альбому Loveless My Bloody Valentine чи саундтреку Vangelis до Blade Runner, ніж комп’ютерній музиці.
Після видання кожного з альбомів Ульріха часто запрошували співпрацювати та робити ремікси на композиції багатьох музикантів, серед яких: Mojave 3, Longview, Johannes Schmoelling, The Zephyrs, Lunz (Rodelius) та інші.
Влітку 2007 року видано третій альбом Ульріха Шнауса під назвою Goodbye.
Також у 2007 році Ульріх приєднався до гурту Longview як клавішник.

## Псевдоніми та гурти
- Ulrich Schnauss
- Ethereal 77
- View to the Future
- Hexaquart
- Police in Cars with Headphones
- Hair (with Alex Krueger)

## Дискографія
- Ulrich Schnauss
  - 2001 "Far Away Trains Passing By"
  - 2003 "A Strangely Isolated Place"
  - 2007 "Goodbye"

- Ethereal 77
  - 1999 "Spring Rmx" (12" single)
  - 1999 "Landscapes"
  - 2002 "Zero Gravity" (12" single)

- View to the Future
  - 1995 "Broken" (12" single)
  - 1996 "Journey to the Other World" (12" single)
  - 1997 "Purity" (12" single)
  - 1997 "Music Is Music" (12" single)
  - 1997 "The 7th Seal"
  - 1998 "Unicorn" (12" single)

- Hexaquart
  - 2000 Junkie Sartre Vs Hexaquart - "Ignorance" (12" EP)
  - 2001 "Exploitation" (12" EP)

- Police in Cars With Headphones
  - 1995 "Wegwerfgesellschaft"

- Hair (With Alex Krueger)
  - 1997 "We Rule the 80s" (12" EP)
  - 1998 "Hair 2" (12" EP)

### Ремікси
- Rone – Nouveau Monde (Ulrich Schnauss Remix) (21.08.2020)